# August Vermeylen

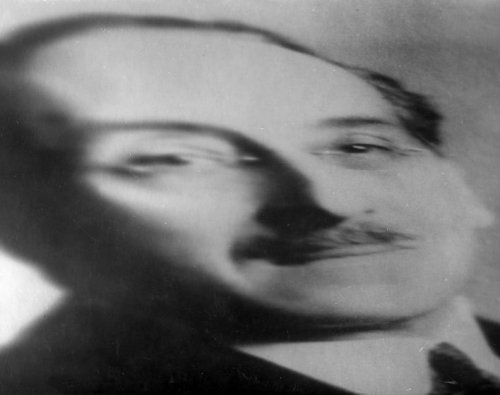
Met opzet vervormd portret van Vermeylen uit 1931

August Vermeylen (Brussel, 12 mei 1872 – Ukkel, 10 januari 1945) was een Belgisch Vlaamsgezind politicus voor de Belgische Werkliedenpartij, kunsthistoricus, letterkundige, hoogleraar en schrijver.

## Biografie
Vermeylen groeide op in Brussel, alwaar zijn Vlaamse ouders afkomstig uit de lagere middenklasse zich hadden gevestigd. Na zijn middelbare studies aan het Koninklijk Atheneum in Brussel ging hij in 1890 geschiedenis studeren aan de Université libre de Bruxelles (ULB). Hij was er actief in het studentikoze en culturele leven. Zo was hij actief in het Studentengenootschap Geen Taal Geen Vrijheid en was hij vaak te vinden in Het Dietsche Heim. Tevens volgde hij de zittingen van De Distel en was hij medestichter van de Cercle des Etudiants en Philosophie, waarvan hij de eerste voorzitter zou worden. Hij was ook actief in de kring van socialistische studenten en een tijdlang een aanhanger van het anarchisme, zonder de gewelddadige vormen ervan goed te keuren. Daarnaast was hij een vaste gast op de jaarlijkse tentoonstellingen en muzikale en literaire activiteiten van Les XX, maar ook bij studentenprotesten stond hij er telkens mee op de barricades.
In 1894 promoveerde Vermeylen tot doctor in de geschiedenis aan de ULB met een doctoraat over het Twaalfjarig Bestand tussen Spanje en de Republiek der Zeven Verenigde Nederlanden tijdens de Tachtigjarige Oorlog. Vervolgens studeerde hij tussen 1894 en 1896 letterkunde in achtereenvolgens Berlijn, Wenen en opnieuw Berlijn. In 1899 promoveerde hij tot speciaal doctor aan de ULB in geschiedenis en letterkunde, op het Nederlandstalig proefschrift Leven en werken van Jonker Jan van der Noot. 
In 1901 werd hij docent kunstgeschiedenis aan de ULB en doceerde van 1902 tot 1923 de geschiedenis van de Nederlandse letterkunde. Aan de ULB was hij eveneens betrokken bij de oprichting van een faculteit voor Germaanse filologie, waar hij vanaf 1910 doceerde. In 1907 lag hij mee aan de basis van een Vlaamse Vereniging voor Letterkundigen, om de belangen van Nederlandstalige letterkundigen te verdedigen. Vermeylen werd in 1912 voorzitter van de vereniging, een functie die hij vervulde tot in 1919. Mede als gevolg van incidenten met Franstalige studenten, die hem zelfs fysiek aanvielen vanwege zijn Vlaamsgezinde standpunten, nam Vermeylen in 1923 ontslag aan de ULB en aanvaardde hij een betrekking aan de Rijksuniversiteit Gent. Hij doceerde er eerst louter Nederlandse letteren, maar vanaf 1925 werd zijn werkterrein uitgebreid met kunstgeschiedenis. In 1930 werd hij hoogleraar in de Nederlandse en moderne literatuur in Gent en van 1930 tot 1933 was hij de eerste rector van de vervlaamste universiteit, waarna hij werd opgevolgd door Albert Bessemans.

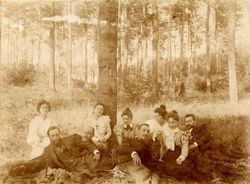
Van Nu en Straks'ers (1897), v.l.n.r.: Gaby Brouhon, Jacques Mesnil, Alfred Hegenscheidt, Louise Hegenscheidt, Margot Brouhon, August Vermeylen, Lili Koetlitz, Clara Koetlitz en Emmanuel de Bom.

 Vermeylen was medeoprichter van het letterkundige tijdschrift Van Nu en Straks, dat bestond van 1896 tot 1901, en het tijdschrift Vlaanderen, dat bestond van 1903 tot 1907, en stichter van het linksgeoriënteerde Nieuw Vlaams Tijdschrift. Sinds 1919 was hij lid van de Koninklijke Vlaamsche Academie voor Taal- en Letterkunde, waar hij vanaf 1927 enkele jaren deel uitmaakte van de directie. In 1923 was hij een van de stichtende leden van de Vlaamse Club voor Kunsten, Wetenschappen en Letteren te Brussel. Vermeylen had een grote invloed op het culturele leven in Vlaanderen en Nederland voor de Eerste Wereldoorlog. In 1937 kreeg hij een eredoctoraat van de Universiteit van Amsterdam.

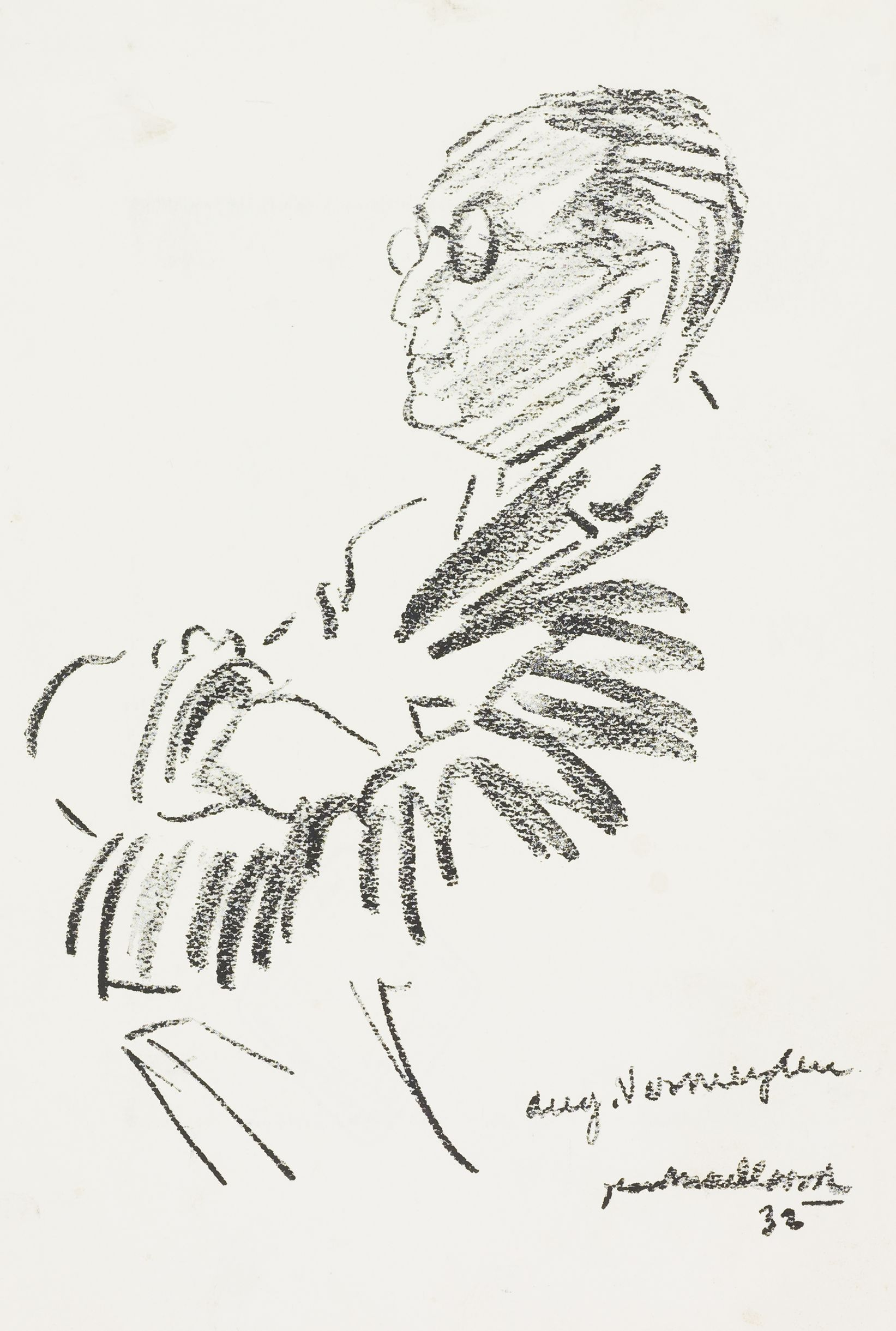
Aug. Vermeylen (1932)

Van 1921 tot 1945 zetelde hij voor de Belgische Werkliedenpartij (BWP) als gecoöpteerd senator in de Senaat, waarvan hij van 1938 tot 1939 ondervoorzitter was. Hij kwam vooral tussenbeide in taalkwesties in het onderwijs en justitie en ijverde voor de Vlaamse belangen. Samen met onder meer Camille Huysmans kon hij de BWP winnen voor de Vlaamse taaleisen, die hij cruciaal achtte voor de sociale en culturele emancipatie van de lagere klassen in Vlaanderen.
In 1922 lag hij mee aan de basis van de oprichting van de Belgische afdeling van PEN International, een literaire vereniging die de vrijheid van meningsuiting verdedigde en de uitwisseling van ideeën en cultuur over de grenzen heen promootte. In 1928 werd Vermeylen er de voorzitter van en hij was daarmee een van de laatste unitaire voorzitters van de vereniging. Na de afsplitsing van een Nederlandstalige afdeling in 1930 trad hij toe tot de raad van bestuur van die afdeling. Daarnaast was hij lid van het Internationaal Comité voor Intellectuele Samenwerking, de voorloper van de UNESCO, en was hij als overtuigde tegenstander van het fascisme en het nazisme actief in de Vlaamse afdeling van het Nederlandse Comité voor Waakzaamheid tegen het fascisme. Op politiek vlak ijverde hij ervoor om Joodse vluchtelingen automatisch de Belgische nationaliteit toe te kennen. Als gevolg van zijn antifascistische standpunten werd Vermeylen na de Duitse bezetting van België in 1940 uit al zijn publieke functies ontheven. Tijdens de Tweede Wereldoorlog legde hij zich daarom toe op het schrijven van romans. Na de oorlog nam hij zijn publieke functies terug op, tot hij in januari 1945 overleed aan een hartinfarct.
Hij verdedigde de visie dat de toekomst van Vlaanderen in Europees verband gezien moet worden en gebouwd moest zijn op culturele en economische krachten. Dit standpunt is kernachtig samengevat in de laatste zinnen uit zijn essay Vlaamsche en Europeesche Beweging (1900): "Om iets te zijn moeten we Vlamingen zijn. Wij willen Vlamingen zijn om Europeeërs te worden." Tijdens de Eerste Wereldoorlog was hij een tegenstander van het activisme. Ook vond hij dat de Vlaamse Beweging zich te exclusief richtte op taaleisen en er onvoldoende een sociale dimensie aan koppelde.
Hij was de vader van de latere minister Piet Vermeylen.

## Eerbetoon
- Vermeylenfonds (opgericht in 1945)
- Home Vermeylen van de Universiteit Gent
- August Vermeylenstraat
  - in Slotermeer in Amsterdam
  - in Gent
  - in Brugge
- August Vermeylenlaan 
  - in Linkeroever in Antwerpen
  - in Leuven
- August Vermeylenschool, een lagere school in de West-Vlaamse badstad Oostende

## Bibliografie

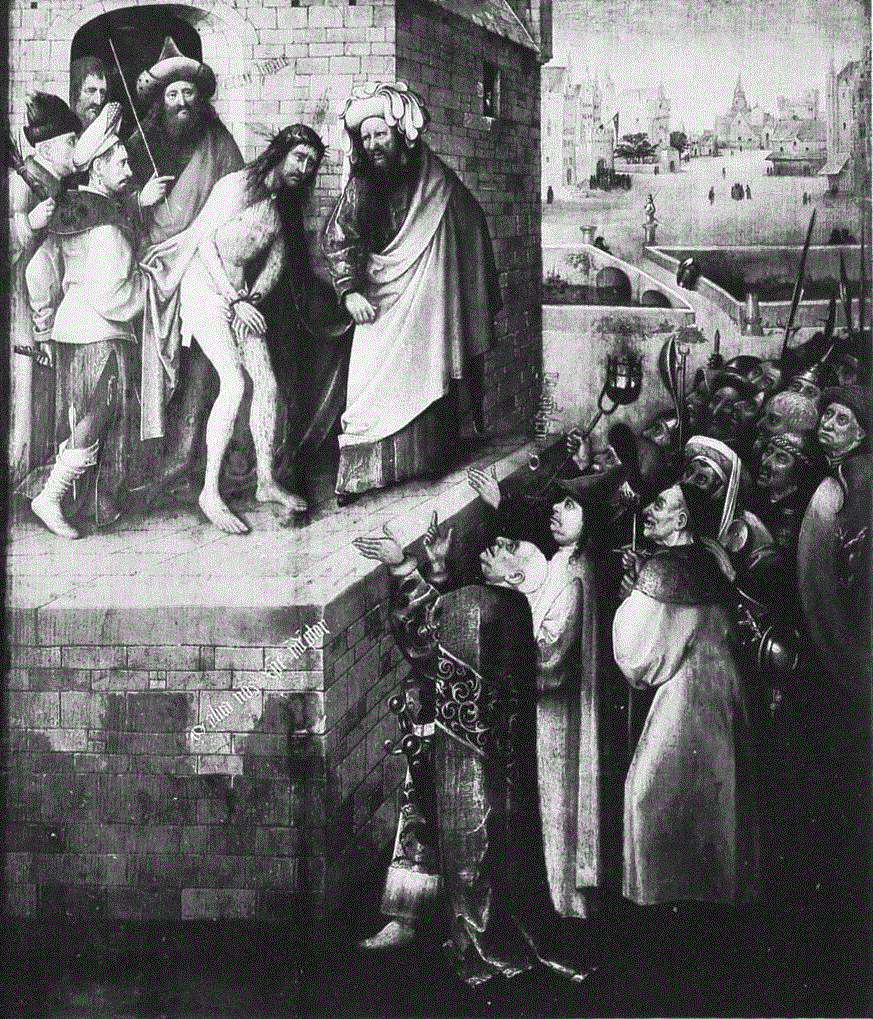
Ecce Homo, [voor restauratie] illustratie uit Verzameld werk. Derde deel, Brussel: Uitgeversmaatschappij A. Manteau.